# Okoia
Okoia  est une petite localité rurale située dans l’île du Nord de la Nouvelle-Zélande.

## Situation
C’est une communauté localisée à approximativement 5 km à l’est de la ville de Wanganui. 
Elle est centrée sur l’école d’ « Okoia Primary School »

## Activités
Le secteur était centré de façon prédominante sur l’élevage pastoral des moutons et des bœufs mais dans les années récentes, on a noté que certaines fermes avaient été divisées et loties pour être construites.

## Installations
Le marae local se nomme: «Kauangāroa» et la maison de rencontre: « Kimihia te Maramatanga » servant pour l’iwi māori des Ngāti Apa (en) , .